# 庫埃農河
庫埃農河（法語：Couesnon，發音：[kwenɔ̃] ⓘ）是法國的河流，位於該國西北部，流經卢瓦尔河地区大区、布列塔尼大區和诺曼底大区，河道全長97.4公里，流域面積1124平方公里，最終在聖米歇爾山附近注入英吉利海峡。

## 外部連結
- Sandre数据库中的庫埃農河 （页面存档备份，存于）